# Katalog
A Katalog a svéd Bathory negyedik válogatáslemeze, mely 2003-ban jelent meg.

## Számlista
1. "Lake of Fire" – 5:44
2. "Armageddon" – 2:30
3. "Possessed" – 2:40
4. "Enter the Eternal Fire" – 6:53
5. "Odens Ride Over Nordland/A Fine Day to Die" – 11:50
6. "One Rode to Asa Bay" – 9:20
7. "Prologue/Twilight of the Gods/Epilogue" – 13:39
8. "Distinguish to Kill" – 3:15
9. "War Supply" – 4:41
10. "Woodwoman" – 6:19
11. "Outro" – 0:25